# Загоруйко, Сергей Абрамович
Сергей Абрамович Загоруйко (1900 — ?) — украинский советский деятель, председатель колхоза «Красный Октябрь» села Толстая Ольшанского района Киевской (Черкасской) области. Депутат Верховного Совета СССР 1-го созыва.

## Биография
Родился в крестьянской семье. Образование начальное. Работал в сельском хозяйстве.
С 1929 года — колхозник, с 1932 года — бригадир полеводческой бригады колхоза имени Демченко села Толстая Ольшанского района Киевской области. Собирал высокие урожаи пшеницы.
С 1937 года — председатель колхоза «Красный Октябрь» села Толстая Ольшанского (теперь — Городищенского) района Киевской (теперь — Черкасской) области.

## Награды
- орден Ленина (30.12.1935)